# Blodelsheim
Blodelsheim is een gemeente in het Franse departement Haut-Rhin (regio Grand Est). De plaats maakt deel uit van het arrondissement Thann-Guebwiller. Blodelsheim telde op 1 januari 2022 1.959 inwoners.

## Geografie
De oppervlakte van Blodelsheim bedroeg op 1 januari 2022 20,69 vierkante kilometer; de bevolkingsdichtheid was toen 94,7 inwoners per km².

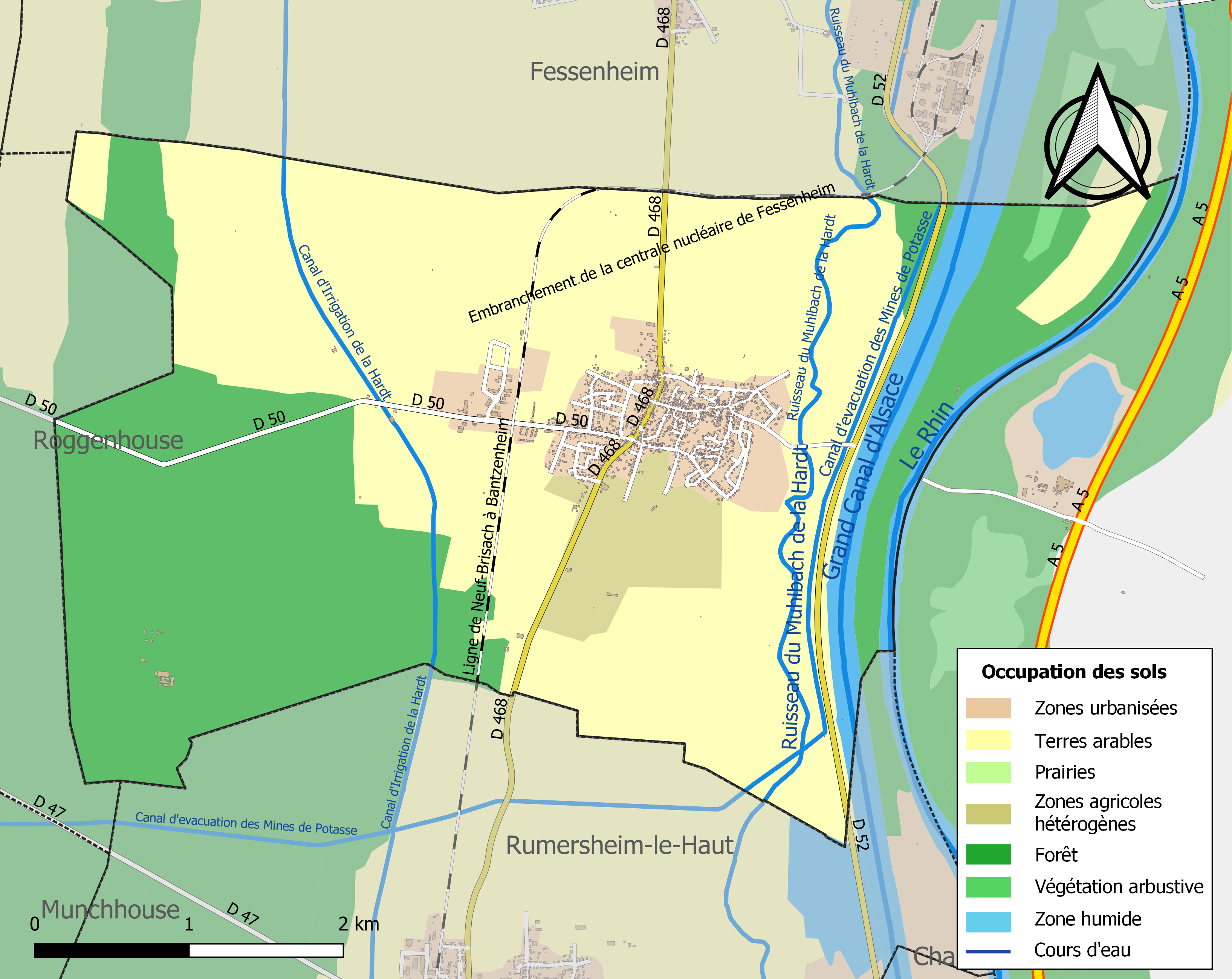
Kaart van de gemeente met de belangrijkste infrastructuur, bodemgebruik en omliggende gemeenten

## Demografie
Onderstaande figuur toont het verloop van het inwonertal (bron: INSEE-tellingen).